# غونزالو دي رينزو
غونزالو دي رينزو (بالإسبانية: Gonzalo Di Renzo)‏ (30 ديسمبر 1995 بباهيا بلانكا في الأرجنتين - ) هو لاعب كرة قدم أرجنتيني في مركز مهاجم ‏. لعب مع نادي لانوس.

## وصلات خارجية
- غونزالو دي رينزو على موقع قاعدة بيانات كرة القدم.إي يو (الإنجليزية)
- غونزالو دي رينزو على موقع Soccerway.com (الإنجليزية)